# Меггі Сміт
Дама Марґарет Наталі Сміт (CH DBE) (англ. Dame Margaret Natalie Smith; 28 грудня 1934 — 27 вересня 2024) — провідна англійська акторка театру та кіно повоєнного часу. Дворазова володарка премії «Оскар». Семиразова лавреатка премії BAFTA: в номінації «Найкраща акторка» 4 рази, в номінації «Краща роль другого плану» — одна, спеціальні нагороди — дві. Власниця чотирьох нагород премії «Еммі». Кавалер Ордена кавалерів пошани та Дама-Командор Ордена Британської імперії.

## Життєпис
Марґарет Сміт народилася 28 грудня 1934 року в Ілфорді, графство Ессекс. Її мати, Марґарет Гаттон, була шотландською секретаркою з Ґлазґо, а батько, Натаніел Сміт, патологом з Ньюкастлу-на-Тайні, який працював в Оксфорді. Має двох старших братів-близнюків: Алістара та Єна. Меґґі переїхала в Оксфорд, коли їй було 4 роки. Навчалась у Старшій школі Оксфорда до 16 років, після чого вступила до Плейхаусу.
29 червня 1967 року одружилася з Робертом Стівенсом. Народила двох синів: Кріс Ларкін (1967) та Тобі Стівенс (1969). Вони розлучились 6 квітня 1975 року. 23 червня 1975 року пошлюбила сценариста Беверлі Кросса, з яким була одружена до його смерті 20 березня 1998 року. Сміт має п'ятьох онуків.
У січні 1998 року Сміт було діагностовано базедову хворобу, для якої вона проходила курси променевої терапії та офтальмохірургії. В 2007 Sunday Telegraph опублікували, що Меґґі Сміт було діагностовано рак молочної залози. В 2009 вона змогла його перебороти.

## Кар'єра
Сміт навчалася в Оксфорді, де й дебютувала на сцені. Перша професійна роль у театрі — Віола у «Дванадцятій ночі» Шекспіра (1952). З 1959 року увійшла до складу трупи театру Олд Вік, що спеціалізується на шекспірівському репертуарі. У 1960-ті роки стала примою трупи Королівського Національного театру.
У кіно Меґґі Сміт грала переважно суворих і характерних персонажок. Її кінодебютом стала головна роль Бріджит Говард у кримінальній драмі «Нікуди іти» (1958). Неодноразово номінувалася на премію «Оскар» і двічі отримала її (1970 — за головну роль у фільмі «Розквіт міс Джин Броді», 1979 — за роль другого плану у фільмі «Каліфорнійський готель»). Далі виконувала ролі у відомих стрічках «Битва титанів» (1981), «Кімната з видом» (1985), «Девід Копперфілд» (1999). У комедії Франко Дзефіреллі «Чай з Муссоліні» (1999) акторка знялась разом з близькою подругою — леді Джуді Денч. За роль у цій стрічці Сміт отримала премію BAFTA і звання майстрині гротеску.
Улюбленицею молодшого покоління Меґґі Сміт стала завдяки ролі Мінерви Макґонеґел у серії фільмів про Гаррі Поттера. Вона знялась в усіх частинах фентезійної саги, які виходили на екран з 2001 до 2011 року. 
Найулюбленішим кінообразом Меґґі Сміт стала мудра й іронічна графиня Грентем із серіалу «Абатство Даунтон», перший сезон якого був опублікований 2010 року. Серіал став найбільш обговорюваним серед критиків і жоден з шістьох сезонів не обійшовся без героїні Меґґі Сміт.
Озвучувала леді Блубері в мультфільмі «Гномео та Джульєта» 2011 року.

## Нагороди
- «Оскар»

### Лицарський орден
1989 року за наказом королеви через посвяту в лицарі Британської корони Сміт отримала право додати до свого імені почесний титул Dame (жіночий аналог дворянського титулу «сер»). Тепер її ім'я з титулом звучить як Дама-Командор ордена Британської імперії Марґарет Наталі Сміт.

## Фільмографія
| Рік  | Назва                                         | Назва англійською                             | Роль                                         | Прим.          |
| ---- | --------------------------------------------- | --------------------------------------------- | -------------------------------------------- | -------------- |
| 1956 |                                               | Child in the House                            | Party Guest                                  |                |
| 1958 |                                               | Nowhere to Go                                 | Bridget Howard                               |                |
| 1962 |                                               | Go to Blazes                                  | Chantal                                      |                |
| 1963 |                                               | The V.I.P.s                                   | Miss Mead                                    |                |
| 1964 |                                               | The Pumpkin Eater                             | Philpot                                      |                |
| 1965 |                                               | Young Cassidy                                 | Nora                                         |                |
| 1965 |                                               | Othello                                       | Desdemona                                    |                |
| 1967 |                                               | The Honey Pot                                 | Sarah Watkins                                |                |
| 1968 |                                               | Hot Millions                                  | Patty Terwilliger Smith                      |                |
| 1969 |                                               | The Prime of Miss Jean Brodie                 | Jean Brodie                                  |                |
| 1969 |                                               | Oh! What a Lovely War                         | Music Hall Star                              |                |
| 1972 |                                               | Travels with My Aunt                          | Aunt Augusta Bertram                         |                |
| 1973 |                                               | Love and Pain and the Whole Damn Thing        | Lila Fisher                                  |                |
| 1976 |                                               | Murder by Death                               | Dora Charleston                              |                |
| 1978 | Смерть на Нілі                                | Death on the Nile                             | міс Боуерс                                   |                |
| 1978 |                                               | California Suite                              | Diana Barrie                                 |                |
| 1981 |                                               | Quartet                                       | Lois Heidler                                 |                |
| 1981 | Битва титанів                                 | Clash of the Titans                           | Thetis                                       |                |
| 1982 | Зло під сонцем                                | Evil Under the Sun                            | Дафна Касл                                   |                |
| 1982 |                                               | The Missionary                                | Lady Isabel Ames                             |                |
| 1983 |                                               | Better Late Than Never                        | Miss Anderson                                |                |
| 1984 |                                               | Lily in Love                                  | Lily Wynn                                    |                |
| 1984 |                                               | A Private Function                            | Joyce Chilvers                               |                |
| 1985 | Кімната з видом                               | A Room with a View                            | Шарлотта Бартлетт                            |                |
| 1987 |                                               | The Lonely Passion of Judith Hearne           | Judith Hearne                                |                |
| 1990 |                                               | Romeo.Juliet                                  | Rosaline                                     | Озвучання      |
| 1991 | Капітан Гак                                   | Hook                                          | бабуся Венді                                 |                |
| 1992 | Сестро, дій                                   | Sister Act                                    | настоятелька монастиря                       |                |
| 1993 |                                               | The Secret Garden                             | Mrs. Medlock                                 |                |
| 1993 | Дій, сестро 2: Знову за старе                 | Sister Act 2: Back in the Habit               | настоятелька монастиря                       |                |
| 1995 |                                               | Richard III                                   | Cecily Neville                               |                |
| 1996 | Клуб перших дружин                            | The First Wives Club                          | Гунілла Гарсон Голдберг                      |                |
| 1997 | Площа Вашингтона                              | Washington Square                             | тітка Лавінія                                |                |
| 1999 | Новорічна історія                             | Curtain Call                                  | Лілі Марлоу                                  |                |
| 1999 | Чай з Муссоліні                               | Tea with Mussolini                            | Леді Гестер Рендом, вдова британського посла |                |
| 1999 |                                               | The Last September                            | Lady Myra Naylor                             |                |
| 2001 | Гаррі Поттер і філософський камінь            | Harry Potter and the Philosopher's Stone      | професорка трансфігурації Мінерва Макґонеґел |                |
| 2001 |                                               | Gosford Park                                  | Constance Trentham                           |                |
| 2002 |                                               | Divine Secrets of the Ya-Ya Sisterhood        | Caro Eliza Bennett                           |                |
| 2002 | Гаррі Поттер і таємна кімната                 | Harry Potter and the Chamber of Secrets       | професорка трансфігурації Мінерва Макґонеґел |                |
| 2004 | Гаррі Поттер і в'язень Азкабану               | Harry Potter and the Prisoner of Azkaban      | професорка трансфігурації Мінерва Макґонеґел |                |
| 2004 |                                               | Ladies in Lavender                            | Janet Widdington                             |                |
| 2005 | Гаррі Поттер і Келих вогню                    | Harry Potter and the Goblet of Fire           | професорка трансфігурації Мінерва Макґонеґел |                |
| 2005 |                                               | Keeping Mum                                   | Grace Hawkins                                |                |
| 2007 | Джейн Остін                                   | Becoming Jane                                 | леді Грешем                                  |                |
| 2007 | Гаррі Поттер та Орден Фенікса                 | Harry Potter and the Order of the Phoenix     | професорка трансфігурації Мінерва Макґонеґел |                |
| 2009 | Гаррі Поттер і Напівкровний Принц             | Harry Potter and the Half-Blood Prince        | професорка трансфігурації Мінерва Макґонеґел |                |
| 2009 | Час від часу                                  | From Time to Time                             | пані Олдноу                                  |                |
| 2010 | Моя жахлива няня: Великий бум                 | Nanny McPhee and the Big Bang                 | Агата Роуз Докерті (уроджена Браун)          |                |
| 2011 | Гномео та Джульєта                            | Gnomeo & Juliet                               | леді Блубері — мати Гномео                   | Озвучання      |
| 2011 | Гаррі Поттер і Смертельні реліквії: Частина 2 | Harry Potter and the Deathly Hallows – Part 2 | професорка трансфігурації Мінерва Макґонеґел |                |
| 2012 |                                               | The Best Exotic Marigold Hotel                | Muriel Donnelly                              |                |
| 2012 | Квартет                                       | Quartet                                       | Джін Гортон                                  |                |
| 2014 |                                               | My Old Lady                                   | Mathilde Girard                              |                |
| 2015 |                                               | The Second Best Exotic Marigold Hotel         | Muriel Donnelly                              |                |
| 2015 | Леді у фургоні                                | The Lady in the Van                           | Мері Шеперд                                  |                |
| 2018 | Шерлок Гномс                                  | Sherlock Gnomes                               | леді Ягідка, мати Гномео                     | Озвучання      |
| 2018 |                                               | Nothing Like a Dame                           | Herself                                      | Документальний |
| 2019 | Абатство Даунтон                              | Downton Abbey                                 | Вайолет Кроулі                               |                |
| 2021 | Хлопчик на ім’я Різдво                        | A Boy Called Christmas                        | Aunt Ruth                                    |                |
| 2022 | Абатство Даунтон 2                            | Downton Abbey: A New Era                      | Вайолет Кроулі, вдовуюча графиня Грентем     |                |
| 2023 |                                               | The Miracle Club                              | Lily Fox                                     |                |

### Роботи на телебаченні
- 2003 — Мій будинок в Умбрії / (My House in Umbria) — Емілі Делаханті
- 2007 — Джейн Остін / (Becoming Jane) — леді Грешем
- 2010 — Моя жахлива няня: Великий бум /  (Nanny McPhee and the Big Bang) — Агата Роуз Докерті